# كأس بطولة الولايات المتحدة المفتوحة 1915–16
كأس بطولة الولايات المتحدة المفتوحة 1915–16 (بالإنجليزية: 1915–16 National Challenge Cup)‏ هو موسم من كأس بطولة الولايات المتحدة المفتوحة. فاز فيه Bethlehem Steel F.C. (1907–1930) ‏.